# Västerås

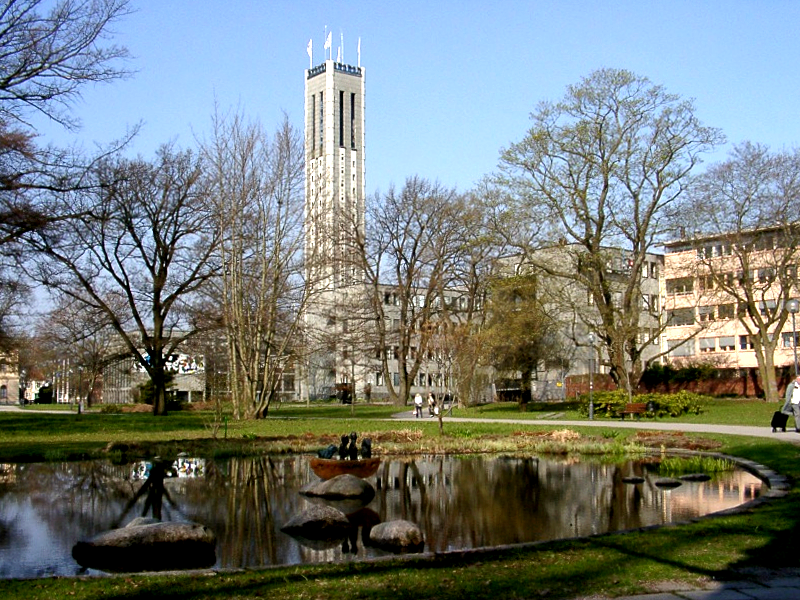
El parc Vassa

Västerås,  vɛstər'oːs (?·pàg.), és una ciutat al centre de Suècia, situat a la vora del llac Mälaren a la província de Västmanland, a uns 100 km a l'oest d'Estocolm. La ciutat té una població aproximada de 102.000 habitants, i és la seu del municipi del mateix nom amb 130.000 habitants (la sisena més gran de Suècia).

## Història
Västerås és una de les ciutats més antigues de Suècia. El nom deriva de Västra Aros, que es refereix a l'estuari del riu Svartån. L'àrea ja estava poblada a l'edat dels vikings nòrdics, abans de 1000 aC. Al començament del segle xi era la segona ciutat més gran de Suècia, i al segle xii es convertia en seu del bisbat.
Als segles següents es construirien una catedral i un monestir.
Rudbeckianska Gymnasiet, el primer gimnàs (institut) a Suècia, era construït en Västerås per Johannes Rudbeckius el 1623.
Als segles xviii i xix, Västerås rebia el renom "Gurkstaden" (ciutat dels cogombres) per les grans extensions que se'n conreaven. Ocasionalment encara se li diu avui dia.

## Avui

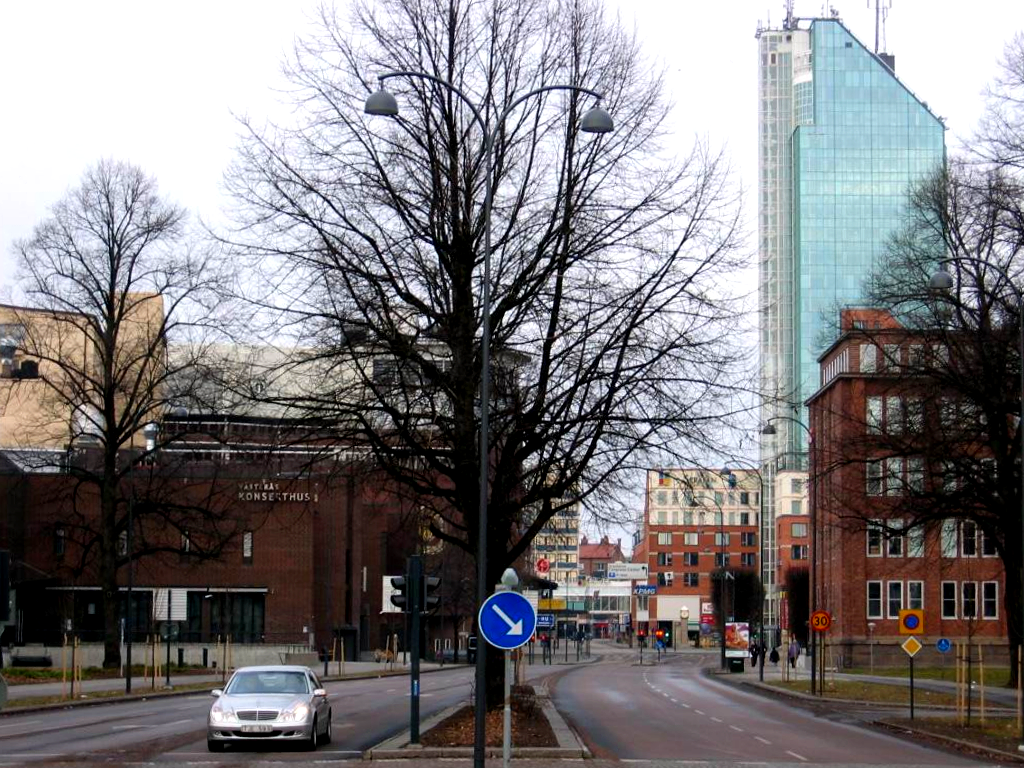
El Skrapan amb el bar més alt de Suècia

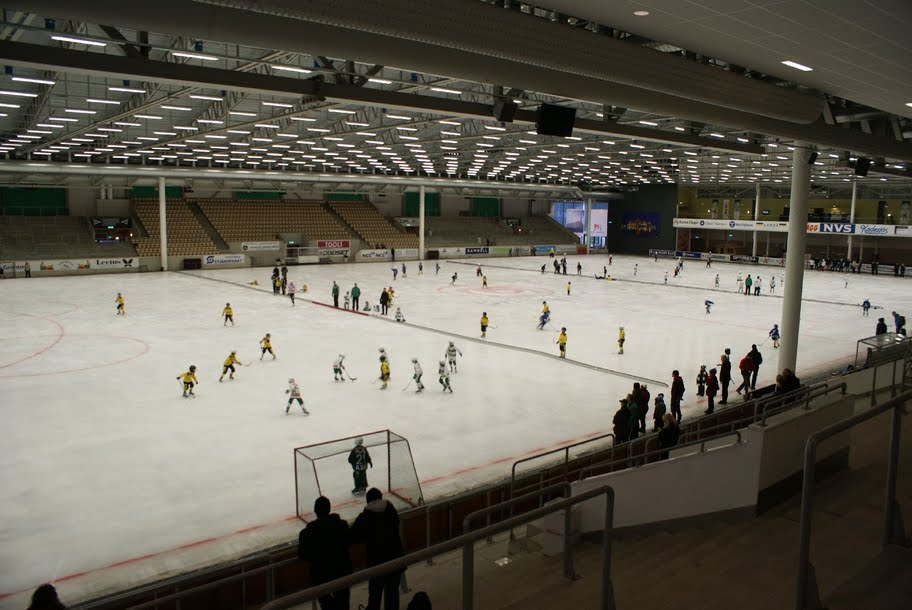
Bandy, ABB Arena Syd

Västerås, que es coneix predominantment com a ciutat industrial, vol distingir-se com Västerås - Mälarstaden, que es traduiria com Västerås - la ciutat al costat de llac Mälaren, per atreure turistes i habitants nous, així com estudiants a la universitat local (amb unes 16.000 matrícules, aproximadament). A aquest efecte, estan utilitzant un símbol dissenyat en tots els contexts oficials, reemplaçant l'escut d'armes. Västerås té el port fluvial més gran (llac Mälaren) d'Escandinàvia.
Västerås també té un gratacel anomenat afectuosament amb el nom Skrapan (rasclet), on hi ha el bar a més alçada de Suècia, el Bar del cel (24 pisos).